# Etroplus suratensis
Etroplus suratensis is een  straalvinnige vissensoort uit de familie van cichliden (Cichlidae). De wetenschappelijke naam van de soort is voor het eerst geldig gepubliceerd in 1790 door Bloch.
De soort staat op de Rode Lijst van de IUCN als niet bedreigd, beoordelingsjaar 2010. De omvang van de populatie is volgens de IUCN dalend.